# Tiên Minh
Tiên Minh là một xã thuộc thành phố Hải Phòng, Việt Nam.
Xã Tiên Minh có diện tích 11,8 km², dân số năm 1999 là 7773 người, mật độ dân số đạt 659 người/km².

## Liên két ngoài
- Website chính thức